# هیده‌کی میتسویی
هیده‌کی میتسویی (انگلیسی: Hideki Mitsui؛ زادهٔ ۱ ژانویهٔ ۱۹۶۳) فیلم‌نامه‌نویس اهل ژاپن است.